# Lawang Agung Lama
Lawang Agung Lama is een bestuurslaag in het regentschap Lahat van de provincie Zuid-Sumatra, Indonesië. Lawang Agung Lama telt 829 inwoners (volkstelling 2010).